# Sébastien Vieilledent
Sébastien Vieilledent (Cannes, 26 augustus 1976) is een Frans roeier. Vielledent nam deel aan drie Olympische Zomerspelen. Op de eerste twee spelen in 1996 en 2000 roeide Vielledent de B-finale. Vieilledent behaalde samen met Adrien Hardy in de dubbel-twee de olympische titel in 2004 en de wereldtitel in 2003

## Resultaten
- Wereldkampioenschappen roeien 1995 in Tampere 7e in de dubbel-vier
- Olympische Zomerspelen 1996 in Atlanta 12e in de dubbel-vier
- Wereldkampioenschappen roeien 1997 in Aiguebelette-le-Lac 6e in de dubbel-twee
- Olympische Zomerspelen 2000 in Sydney 10e in de dubbel-vier
- Wereldkampioenschappen roeien 2001 in Luzern  in de dubbel-twee
- Wereldkampioenschappen roeien 2002 in Sevilla 7e in de dubbel-twee
- Wereldkampioenschappen roeien 2003 in Milaan  in de dubbel-twee
- Olympische Zomerspelen 2004 in Athene  in de dubbel-twee

1904: John Mulcahy & William Varley ·
1920: Paul Costello & John B. Kelly, Sr. ·
1924: Paul Costello & John B. Kelly, Sr. ·
1928: Paul Costello & Charles McIlvaine ·
1932: Kenneth Myers & Garrett Gilmore ·
1936: Jack Beresford & Leslie Southwood ·
1948: Richard Burnell & Bert Bushnell ·
1952: Tranquilo Cappozzo & Eduardo Guerrero ·
1956: Aleksandr Berkoetov & Joeri Tjoekalov ·
1960: Václav Kozák & Pavel Schmidt ·
1964: Oleg Tjoerin & Boris Doebrovsky ·
1968: Anatoli Sass & Aleksandr Timosjinin ·
1972: Aleksandr Timosjinin & Gennadi Korsjikov ·
1976: Frank Hansen & Alf Hansen ·
1980: Joachim Dreifke & Klaus Kröppelien ·
1984: Bradley Lewis & Paul Enquist ·
1988: Nico Rienks & Ronald Florijn ·
1992: Stephen Hawkins & Peter Antonie ·
1996: Agostino Abbagnale & Davide Tizzano ·
2000: Luka Špik & Iztok Čop ·
2004: Sébastien Vieilledent & Adrien Hardy ·
2008: David Crawshay & Scott Brennan ·
2012: Nathan Cohen & Joseph Sullivan  ·
2016: Martin Sinković & Valent Sinković ·
2020: Hugo Boucheron & Matthieu Androdias  ·
2024: Andrei Cornea & Marian Enache